# ویسی (اکلاهما)
ویسی(به انگلیسی: Vici) شهری در ایالت اکلاهما کشور ایالات متحده آمریکا است که جمعیت آن در سرشماری سال ۲۰۱۰ میلادی، ۶۹۹ نفر بوده‌است.